# Emilio Gutiérrez de Quintanilla
Emilio Gutiérrez de Quintanilla y Flórez (Lima, Perú, diciembre de 1858 - 1935) fue un escritor, crítico literario, e historiador peruano. 

## Biografía
Descendiente de la antigua nobleza peruana, fue nieto en línea paterna de Juan José Gutiérrez de Quintanilla y Ríos, que fue caballero de la Orden de Carlos III, contador general de tributos, regidor perpetuo de Lima, a quien la Real Audiencia adjudicó la mitad del mayorazgo y vínculo del marquesado de Monterrico, que fundaron en Lima el general Melchor Malo de Molina y Alarcón y su esposa María Ponce de León (1638). Gutiérrez de Quintanilla fue esencialmente un hombre escritor, pero dedicado también a la pintura y arqueología. Nacido en Lima en 1858. Fue miembro correspondiente de la Real Academia Española (1886), fundador de la Sociedad Geográfica de Lima (1888) y del Instituto histórico del Perú (1905). En 1911 fue nombrado jefe del Departamento de Historia del Museo Nacional (1911) y director del Museo de Historia Nacional (1920-1935). Fundador junto con Ricardo Palma de la Academia Peruana de la Lengua. Falleció a la edad de 77 años en el año 1935.

## Obras
- El sargento Roldán
- Peralvillo y Sisebuto
- El Bachiller Sarmiento
- ¿Es el culantro para hervir?
- El médico Zandajuelo